# Carl Wemmers
Carl Wemmers (* 1845; † 18. September 1882 in Köln) war ein deutscher Schachmeister.
Beim Kongress des Westdeutschen Schachbundes in Köln 1877 teilte er sich hinter Johannes Zukertort den zweiten Platz mit Johannes Metger und Emil Schallopp. Ein Jahr später in Frankfurt am Main belegte er den 8. Platz vor Adolf Stern und Eduard Hammacher. Wemmers nahm auch am ersten Kongress des Deutschen Schachbundes 1879 in Leipzig teil, doch kam er über den letzten Platz nicht hinaus. 1880 belegte er beim Turnier in Wiesbaden unter sechzehn Teilnehmern den 12. Platz noch vor Alexander Fritz und Constantin Schwede. Beim zweiten DSB-Kongress in Berlin (1881) teilte er sich mit Fritz Riemann den 13. Platz.
Wemmers war Kaufmann in Köln, Musikamateur und Sänger. Er starb im Hause seiner Eltern nach mehrmonatiger Krankheit an den Folgen einer Blutvergiftung.